# طريق البلينا - الصحراوى الغربى
طريق البلينا - الصحراوي الغربي هو طريق بطول 26 كيلومتر،والذي تنفذه الهيئة العامة للطرق والكباري، ضمن خطة الدولة لإنشاء طرق وشرايين جديدة للتنمية، وربط المراكز بالطرق الصحراوية للتيسير على المواطنين، وتوفير الوقت والجهد عليهم.

## المواصفات
الطريق يبدأ من قرية الحرجة بمركز البلينا وصولًا إلى الصحراوي الغربي، بطول 26 كيلو مترا، مشيرًا إلى أنه تم الانتهاء من رصف 6 كيلو مترات من الطريق، وجار العمل في باقي المسافة، من خلال تكسير الصخور، وشق وتمهيد جسر الطريق، بالإضافة إلى أعمال حمايات السيول.